# Świętobór Ier de Poméranie
Świętobór ou Swantibor Ier de Poméranie  (en polonais Świętobór I, en allemand Swantibor I.) est né vers 1351 et il est mort en 1413. Il est duc de Poméranie (Duché de Szczecin).

## Biographie
Świętobór ou Swantibor est le fils de Barnim III le Grand et d’Agnès, la fille du duc Henri II de Brunswick-Grubenhagen. Il est le frère de Casimir III et de Bogusław VII.
Au cours de la seconde moitié du XIVe siècle, la Poméranie se décompose. Les villes hanséatiques mènent leur propre politique, entrent en conflit avec le Danemark, sans que les ducs poméraniens ne puissent intervenir efficacement dans les évènements. Après les décès de Barnim IV (le duc de Wolgast et de Rügen) en 1365 et de Barnim IIII le Grand (le duc de Szczecin) en 1368, la Poméranie est divisée entre les héritiers et s’affaiblit.
Les jeunes ducs de Szczecin doivent immédiatement faire face à des attaques du Brandebourg dans le Neumark et dans l’Uckermark. Une trêve intervient en 1369. À la suite de l’intervention de Valdemar IV de Danemark, ils sont contraints d’abandonner l’Uckermark dans un traité de paix signé avec le Brandebourg le 20 juillet 1371.
Avec la reprise des combats dans le Neumark et dans l’Uckermark, les ducs de Szczecin s’allient avec le Mecklembourg le 3 mars 1372. Après la mort de leur frère ainé Casimir III, Swietobor et Boguslaw assument le pouvoir. Alors que Charles IV entre en guerre contre le Brandebourg, Swietobor et Boguslaw se réconcilient le 29 octobre 1372 avec leurs cousins de Wolgast, les ducs Bogusław VI et Warcisław VI. En novembre 1372, un nouveau traité de paix qui laisse l’Uckermark à la Poméranie est conclu avec le Brandebourg. Bogusław V rejoint également l’alliance des ducs de Poméranie le 10 mai 1373. Cette alliance qui a pour but de défendre l’intégrité de la Poméranie, reçoit le soutien de Charles IV.
Le 17 mai 1374, à l’initiative de Charles IV, le Mecklembourg et les ducs de Szczecin signent un traité de paix à Prenzlau.
Le 12 mars 1374, Swietobor accorde un important privilège à Stargard Szczeciński, permettant à la ville de faire le commerce de céréales et de devenir la concurrente de Szczecin.
Le 16 février 1376, les ducs de Szczecin et les ducs de Wolgast signent un nouvel accord de protection mutuelle face au danger nordique. À la suite du décès de Valdemar IV de Danemark, les ducs poméraniens soutiennent sa fille Marguerite Ire de Danemark et son fils Oluf III de Danemark.
Le 10 août 1377, l’empereur Charles IV du Saint-Empire, Swietobor Ier de Poméranie, Warcisław VII de Poméranie et l’évêque Sigismond de Kamień Pomorski signent un traité de paix pour une durée de 10 ans. La mort de Charles IV en 1378 marque le début d’une période anarchique dans la Marche qui déstabilise également les régions voisines. Le pays est ravagé à la suite des guerres que se livrent les nobles entre eux. Dans le Neumark, Swietobor doit faire face à la révolte des seigneurs de Wedel qui mettent la région à feu et à sang. Il n’arrive pas à reprendre le contrôle de la situation. En revanche, les villes qui jouissent d’une grande autonomie se protègent les unes les autres des pillards.
À la suite de l'Union de Krewo entre la Pologne et la Lituanie en 1385, l'Ordre Teutonique cherche des alliés à l’ouest. En 1386, il signe avec Warcisław VII et Bogusław VIII une alliance militaire dirigée contre la Pologne. Deux ans plus tard, les Teutoniques s’allient également avec Swietobor Ier et Bogusław VII qui, contre le paiement d’une somme considérable, s’engagent à mettre pendant 10 ans des moyens militaires au service de l’Ordre. La même année, les seigneurs de Wedel se mettent également au service des Teutoniques.
Ces accords deviennent très vite caducs, notamment après l’enlèvement de Guillaume VII de Juliers, par les ducs de Poméranie. Détenu à Złocieniec, ce n’est qu’après de longues négociations qu’il est libéré. Les ducs poméraniens ont également le sentiment d’être mal considéré par l’Ordre. Le roi de Pologne Ladislas II Jagellon en profite pour se rapprocher d'eux et nouer des relations commerciales. Le 18 août 1390, il accorde des privilèges aux commerçants et une charte aux villes de Poméranie. À la suite des tensions entre la Pologne et l’Ordre, la route commerciale Oder-Szczecin se développe aux dépens de la route Vistule-Gdańsk.
En 1390, Warcisław VII, Bogusław VIII et Barnim V sont les premiers à se rapprocher du camp polonais. Malgré l’accord signé avec les Teutoniques en 1388, Swietobor et Boguslaw VII s’allient avec la Pologne, le 10 septembre 1395. Barnim V s’allie avec la Pologne en 1401, Bogusław VIII en 1403.
Après la mort de Boguslaw VII en 1404, Swietobor gouverne seul le duché de Szczecin.
En août 1409, les ducs Swietobor et Bogusław VIII changent à nouveau de camp. Contre le paiement d’une somme très élevée, ils acceptent de combattre aux côtés de l’Ordre contre la Pologne.
En 1413, Frédéric Ier de Brandebourg regagne une partie de l’Uckermark aux dépens de Swietobor et signe une alliance avec les ducs de Wolgast.
Swietobor décède en 1413. Il est inhumé dans le monastère de Kołbacz.

## Union et descendance
Le 19 septembre 1374, Swietobor épouse Anne de Hohenzollern († 1383), la fille du burgrave Albert de Nuremberg (de) et de Sophie d’Henneberg. Elle lui donne trois fils et une fille :
- Otto II de Poméranie
- Casimir V de Poméranie
- Albert († 1412)
- Marguerite